# Tre pagode dell'Ammirazione Divina
Le Tre pagode dell'Ammirazione Divina (Cinese semplificato: 崇圣寺三塔; Cinese tradizionale: 崇神寺三塔; pinyin: Chóngshèng Sì Sāntǎ) si trovano all'interno del Tempio dell'Ammirazione Divina (崇神寺), ad una distanza di 1,5 km a nord-ovest dell'antica città di Dali, prefettura autonoma di Dali e della minoranza Bai, nella provincia dello Yunnan, Cina. Sorgono lungo l'autostrada nazionale 214, a 4.800 m dalla costa occidentale del lago Erhai (洱海). Rappresentano l'erdità di un tempio reale risalente ai Regni di Nanzhao e Dali. La più alta delle tre in asse centrale con la porta d'ingresso del Tempio, da vita ad un effetto panoramico.
L'area culturale turistica del Tempio dell'Ammirazione con al centro le Tre Pagode fa parte delle Attrazioni turistiche nazionali di livello 5A  .

## Panoramica
Le tre pagode sono localizzate davanti alla porta d'ingresso del tempio dell'Ammirazione Divina. Nella porzione est del tempio si trova la Pagoda dei Mille Xun (千寻塔, il 寻 xún nella Cina antica indicava un'unità di misura), accompagnata a sud e nord da due piccole pagode, disposte a formare un triangolo.
Il nome completo della Pagoda dei Mille Xun, delle tre quella di maggiori dimensioni, è "Pagoda della via dell'ascensione al Dharma". Fu costruito tra l'823-859 (periodo Meng Quanfengyou, Regno Nanzhao, dal quarto anno del periodo Changqing al quarto anno del periodo Kaicheng, Dinastia Tang. La torre dei mille Xun vanta un'altezza di 69,13 m. La struttura in mattoni a 16 piani è caratterizzata da una sezione quadrata e da uno stile "a grondaie ravvicinate". All'interno, la pagoda è cava, presenta una struttura in legno che si interseca seguendo la forma di questo carattere cinese (井, letteralmente "pozzo") ed è possibile salire in cima. La base inferiore si compone di una piattaforma di pietra alta 1,1 m, mentre la base collocata al di sopra della piattaforma è alta 1,9 metri, in stile Xumi (须弥座, cioè ricorda la forma del Monte Meru). L'edificio è un esempio dello stile architettonico tipico della dinastia Tang. 
A ovest della Pagoda dei Mille Xun, a circa 70 m di distanza, sorgono le due pagode di dimensioni più ridotte, relativamente a nord e a sud. Esse furono erette durante il periodo del Regno di Dali, corrispondente alla fine del periodo delle Cinque Dinastie e all'inizio della Dinastia Song del Nord. Le due strutture presentano un'altezza di circa 42 m e sono torri ottagonali a dieci piani cave, in mattoni e a grondaie ravvicinate. Il muro illustrativo sulla base rialzata in pietra della Pagoda centrale, reca quattro caratteri scritti da Mu Shijie, nipote del duca Mu Ying, durante il Periodo Wanli, Dinastia Ming. I quattro caratteri sono (永鎮山川) "All'eterno contenimento delle alluvioni".
Nonostante si trovino in un'area sismica, le tre pagode sono rimaste in piedi per più di un millennio. Nel 1961, il complesso architettonico del Tempio dell'Ammirazione Divina è stato inserito nel primo raggruppamento dei Principali siti patrimonio culturale chiave protetti a livello nazionale. Durante il loro restauro nel 1979, all'interno della Pagoda dei Mille Xun furono rinvenuti più di 600 pezzi tra scritture buddiste, rotoli di sutra, specchi di bronzo, statue figurative di Buddha in oro, argento, legno e cristallo nonché vari ingredienti medicinali.